# 阿米洛利
阿米洛利 （英語：Amiloride）以商品名Midamor等於市面銷售，是種通常與其他藥物一起使用以治療高血壓，或是因心臟衰竭或肝硬化引發水腫的藥物。此藥物屬於一種保鉀利尿劑。阿米洛利經常與另一利尿劑（例如噻嗪類利尿劑或環利尿劑）一起使用。此藥物經由口服的方式給藥。攝入後約兩小時開始發生作用，效力約可持續一天。
使用後常見的副作用有高血鉀症、嘔吐、食慾不振、皮疹和頭痛。有腎臟問題、糖尿病和年事已高者罹患高血鉀症的風險更大。阿米洛利可阻斷腎元遠曲小管末段、連接管和集合管的上皮鈉通道（ENaC），這種作用機制既會降低鈉離子於腎元管腔中被吸收，也可減少鉀離子向管腔分泌。
阿米洛利於1967年製成。目前已被列入世界衛生組織基本藥物標準清單之中。

## 醫療用途
阿米洛利可與噻嗪類利尿劑合併使用以治療高血壓，或在較少情況下會與環利尿劑合併使用以治療心臟衰竭。阿米洛利的保鉀作用可抵消噻嗪類利尿劑或環利尿劑經常引起的低血鉀症狀，這對需要經常維持正常鉀水平的人群尤為重要。例如服用毛地黃屬（即地高辛）的人如果體內鉀水平過高，發生心律不整的風險就會更高。美國心臟學會/美國心臟協會臨床實務指引工作小組發佈的2017年臨床實務指引以阿米洛利療效不大，而將其列為"次要"口服降血壓藥。對於已經服用噻嗪類利尿劑、血管張力素轉化酶抑制劑(ACE-i) 或血管張力素II型受體拮抗劑（ARB）和鈣通道阻滯劑的難治性高血壓患者，添加阿米洛利（或螺內酯）會比添加β受體阻滯劑（畢索洛爾）或是Alpha-1阻滯劑（多薩坐）會有更好的降血壓作用。將氫氯噻嗪與阿米洛利聯合使用，後者對血壓和血糖耐受性會產生積極作用。阿米洛利可能有助於預防噻嗪類利尿劑的代謝副作用，而患者得以使用更高劑量的噻嗪類藥物（與最初研究的方式一致）。
阿米洛利是種對有利德爾綜合症患者的首選治療方法，此病症的特徵是高血壓、低血鉀和代謝性鹼中毒，並伴隨低血漿腎素活性和低醛固酮。患有利德爾綜合症的人因上皮鈉通道上調的基因突變（通道位於腎臟遠曲小管末端和集合管的極化上皮細胞的頂膜中），由於利德爾綜合症通常涉及上皮鈉通道上調，導致鈉和水瀦留以及低鉀血症，阿米洛利可作為上皮鈉通道抑制劑，促進鈉排泄並具保鉀作用，讓鉀恢復到正常水平。
阿米洛利可作為單一療法（單一藥物療法）或作為其他利尿劑（例如氫氯噻嗪、呋塞米等）的輔助療法，以治療肝硬化引起的腹水和水腫。美國肝病研究協會 (AASLD) 於2012年發表的臨床實踐指南指出，如果患者為治療腹水而不能耐受螺內酯（例如因男性乳腺發育產生的副作用）時，可用阿米洛利替代，但阿米洛利有成本上及療效不顯著的因素，並非首選藥物。

### 特定人群

#### 糖尿病患者
糖尿病患者出現腎臟問題的風險較高，而腎臟問題會增加他們發生高血鉀症的風險。在糖尿病患者中使用阿米洛利需要仔細監測鉀和腎功能以防止毒性發生。

#### 腎功能不佳
腎功能較差的人具有較高發生高血鉀症的風險。

#### 哺乳期
目前並無針對採母乳哺育嬰兒婦女使用阿米洛利的研究。雖然利尿劑會影響泌乳，但如沒同時服用其他利尿劑，阿米洛利本身不太可能導致泌乳困難。

#### 妊娠期
在動物試驗中使用阿米洛利的數據顯示此藥物不會對發育中的胎兒構成風險。然而在器官形成過程中同時與乙醯唑胺合併使用時，阿米洛利有增加腎臟和輸尿管異常的風險。有限的人體數據顯示個體於懷孕期間使用（在懷孕的頭三個月），與特定的先天性男性生殖器尿道下裂有關聯，如果在整個懷孕期間服用，則存在輕度宮內生長受限的風險。

## 禁忌症
有腎臟問題（例如無尿症、急性或慢性腎臟病或是糖尿病腎病）、血鉀升高的人或對阿米洛利或特定配方中的任何成分過敏的人禁用阿米洛利。在大多數情況下，已服用保鉀藥物（例如螺內酯或氨苯蝶啶）或正在服用鉀補充劑（例如氯化鉀）的人也禁止使用。

## 不良影響
一般而言，人體對阿米洛利通常具有良好的耐受性。使用後常見的不良反應有血鉀升高、輕微皮疹、頭痛和消化道副作用。高血鉀濃度導致的輕微症狀有皮膚感覺異常、肌肉無力或感覺疲勞，但較嚴重的症狀可能會是四肢弛緩性癱瘓、心跳過緩，甚至是休克。

## 過量
目前尚無服用阿米洛利過量的數據，但預計過量會產生與其治療效果一致的效果 - 例如過度利尿引發的脫水，以及高血鉀引起的電解質失衡。目前尚不清楚阿米洛利是否可以利用血液透析去除，也沒針對它的特效解毒劑。高血鉀症可以治療，但通常是支持性的。

## 與其他藥物交互作用
阿米洛利與其他藥物合併使用時可能會產生嚴重的藥物相互作用，而增加患者血液中的鉀含量，導致高血鉀症。例如阿米洛利與血管張力素轉化酶抑制劑（如賴諾普利）或血管張力素II型受體拮抗劑（如氯沙坦）合併使用，可能會導致血液中鉀含量升高，因此需要經常監測。

## 藥理學

### 作用機轉

#### 利尿
阿米洛利透過直接阻斷上皮鈉通道發揮作用而促進體內鈉和水的流失，並減少鉀的排泄。此藥通常與噻嗪類利尿劑合併使用以抵消低鉀作用。由於阿米洛利有保鉀能力，可能會發生高血鉀症。同時服用血管張力素轉化酶抑制劑、血管張力素II型受體拮抗劑、其他保鉀利尿劑或任何含鉀補充劑的患者，發生高血鉀症的風險會因而增加。

### 藥物動力學

#### 吸收
口服阿米洛利的生物利用度為50%。於飲食期間服用會減少吸收量約達30%，但不會影響吸收率。然而在飲食期間一起服用將有助於減少其消化道副作用的發生率。阿米洛利的利尿作用在服用後2小時內開始，在6-10小時內達到高峰。利尿作用可維持約24小時。

#### 分佈
阿米洛利可穿過胎盤，並進入母親的乳汁中。

#### 代謝
阿米洛利不經肝臟代謝。而氨苯蝶啶（一種上皮鈉通道抑制劑（利尿劑）） 則會被肝臟代謝。

#### 排泄
大約50%的阿米洛利以原形經由腎臟排出，而約40%則經由糞便排出。阿米洛利在人體的生物半衰期為6至9小時，腎功能較差的人，其體內生物半衰期可能會延長。

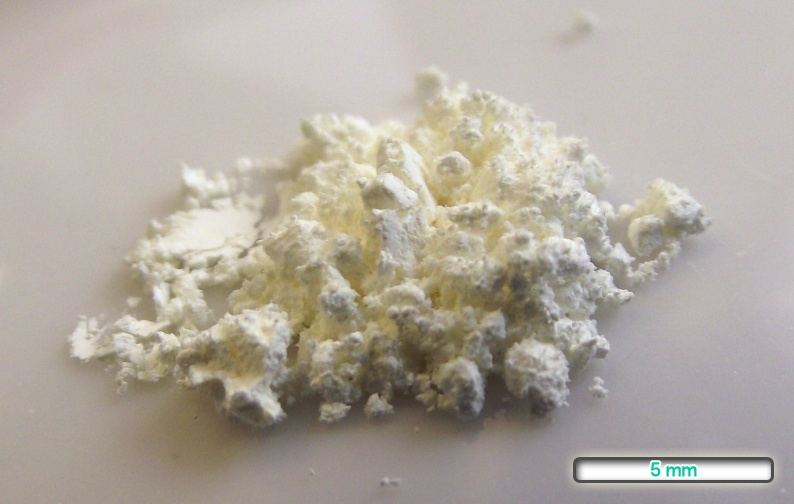
純阿米洛利粉末的照片。

## 歷史
阿米洛利首先由Merck Sharp和Dohme Research Laboratories兩機構於20世紀60年代末期合成後而發現其作用。
此藥物於1981年10月5日獲得美國食品藥物管理局（FDA）批准用作醫療用途。

## 社會與文化
阿米洛利因被認為有掩蔽劑作用而被世界反興奮劑組織列入禁用物質清單。阿米洛利等利尿劑藉由促進利尿而降低人體內興奮劑的濃度，發揮掩蔽作用。前述清單也包括其他保鉀利尿劑，例如氨苯蝶啶和螺內酯。 於2008年，呈興奮劑陽性的尿液樣本中有3%可檢測出阿米洛利和氨苯蝶啶的成分。

### 配方與商品名稱
- 阿米洛利鹽酸鹽
  - Midamor（美國）
- Co-amilozide（阿米洛利鹽酸鹽與氫氯噻嗪複方劑）
- Co-amilofruse（阿米洛利鹽酸鹽與呋塞米複方劑）
- 阿米洛利鹽酸鹽與迴旋鵬丁酮（英语：cyclopenthiazide）複方劑
- 阿米洛利鹽酸鹽與呋喃苯丙酸酐（英语：bumetanide）複方劑

## 研究
阿米洛利已作為抗癌藥物伊馬替尼的輔助藥物，進行過體外測試，顯示出具有協同作用。阿米洛利的改良版本正被研究用於治療白血病。

阿米洛利及類似物5'-(N,N-dimethyl)-amiloride (DMA)、5-N-ethyl-N-isopropyl amiloride (EIPA)和5-(N,N-hexamethylene)-amiloride (HMA)的化學結構圖。

有證據顯示阿米洛利的分子標靶 - 上皮鈉離子通道也可能與囊腫性纖維化疾病有關，原因是它會影響肺部的黏液 。已有阿米洛利霧化劑在臨床試驗中進行測試，但長期臨床試驗未能顯示出太大的實用性。有第三代阿米洛利類似物顯示具有更好的藥物動力學特性，正在研究中。

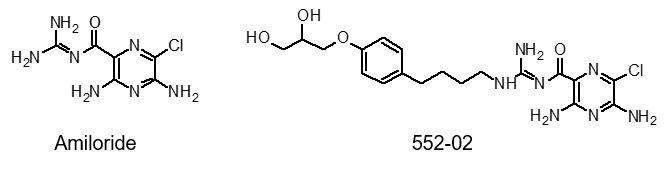
阿米洛利與其中一種第三代類似物（N-(3,5-diamino-6-chloropyrazine-2-carbonyl)-N'-4-[4-(2,3-dihydroxypropoxy)phenyl]butyl-guanidine methanesulfonate）的化學結構圖對比。

在人體試驗中發現阿米洛利可減輕因接觸酸而引起的疼痛，而顯示阿米洛利在未來治療疼痛時有發揮作用的可能。

## 外部連結
- 维基共享资源上的相關多媒體資源：阿米洛利
- . Drug Information Portal. U.S. National Library of Medicine.   [2024-05-09]. （原始内容存档于2022-09-13）.